# Marlborough (Massachusetts)
Marlborough és una població dels Estats Units a l'estat de Massachusetts. Segons el cens del 2007 tenia 38.065 habitants.

## Demografia
Segons el cens del 2000, Marlborough tenia 36.255 habitants, 14.501 habitatges, i 9.280 famílies. La densitat de població era de 663,7 habitants/km².
Dels 14.501 habitatges en un 30,4% hi vivien nens de menys de 18 anys, en un 51,5% hi vivien parelles casades, en un 9% dones solteres, i en un 36% no eren unitats familiars. En el 28,4% dels habitatges hi vivien persones soles el 8,3% de les quals corresponia a persones de 65 anys o més que vivien soles. El nombre mitjà de persones vivint en cada habitatge era de 2,47 i el nombre mitjà de persones que vivien en cada família era de 3,07.
Per edats la població es repartia de la següent manera: un 23,3% tenia menys de 18 anys, un 7% entre 18 i 24, un 36,7% entre 25 i 44, un 21,5% de 45 a 60 i un 11,6% 65 anys o més.
L'edat mediana era de 36 anys. Per cada 100 dones de 18 o més anys hi havia 94,8 homes.
La renda mediana per habitatge era de 56.879 $ i la renda mediana per família de 70.385$. Els homes tenien una renda mediana de 49.133 $ mentre que les dones 32.457$. La renda per capita de la població era de 28.723$. Entorn del 4,7% de les famílies i el 6,8% de la població estaven per davall del llindar de pobresa.

## Poblacions properes
El següent diagrama mostra les poblacions més properes.